# Treuhandanstalt

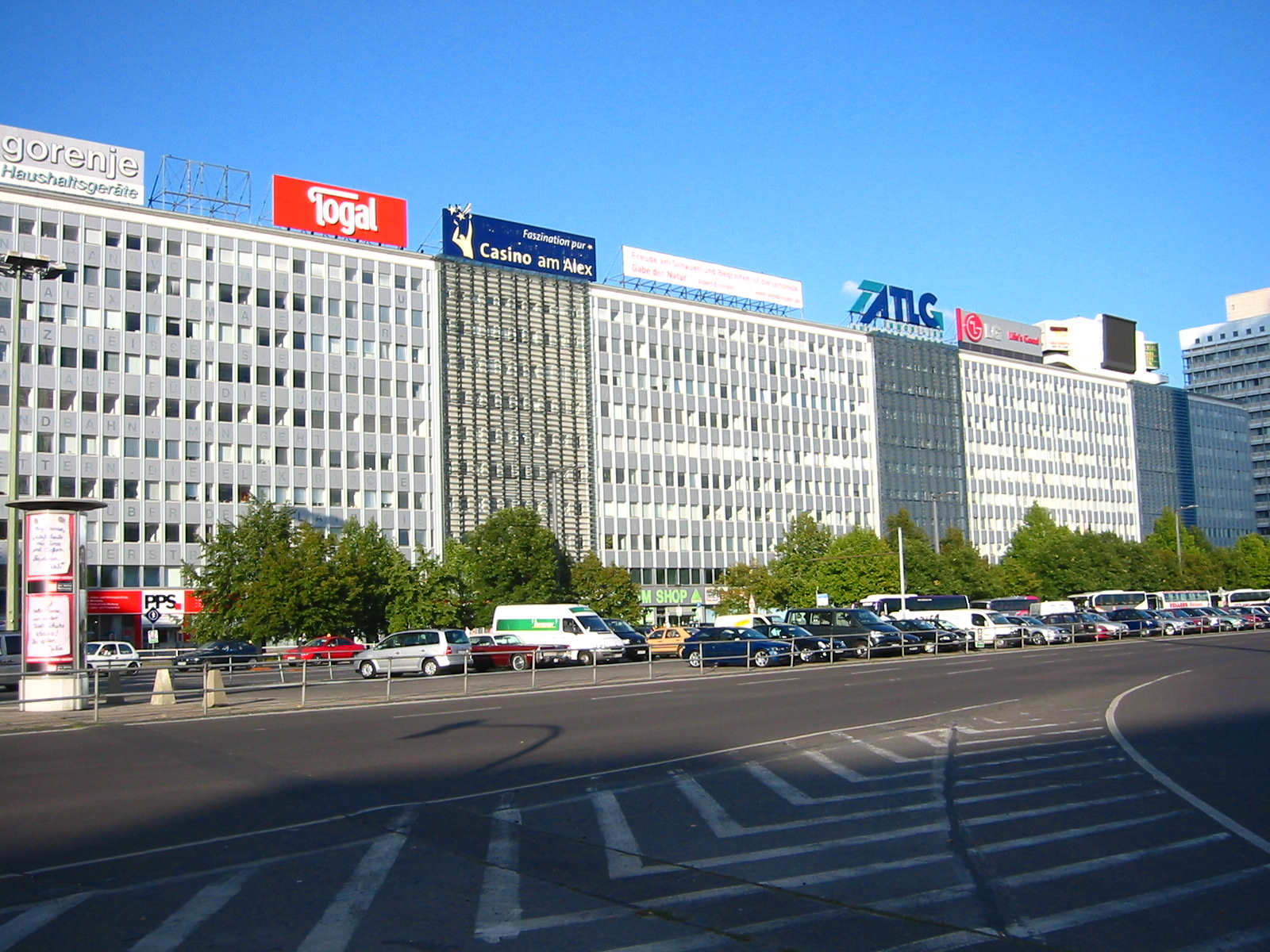
Sede de la Haus der Elektroindustrie en Alexanderplatz. Este edificio fue sede de la Treuhand en la década de 1990.

La Treuhandanstalt (del alemán «Agencia fiduciaria»), abreviado usualmente como Treuhand o por sus iniciales THA, fue una institución fundada por mandato de la Cámara Popular de la República Democrática Alemana (RDA) el 17 de junio de 1990 con el propósito de administrar y privatizar las empresas de propiedad popular (Volkseigene Betriebe) de la Alemania socialista para la transición hacia una economía de libre mercado.
Operativa entre 1990 y 1994, supervisó y dirigió la privatización, reestructuración o clausura de miles de empresas públicas de la extinta RDA durante la transición de la economía socialista al capitalismo de las regiones orientales de la nueva Alemania reunificada. Los resultados económicos y laborales fueron objeto de valoraciones divergentes y las instituciones que sucedieron a la Treuhand continuaron operando en las décadas posteriores.

## Historia corporativa
La THA provino de una iniciativa planteada por Wolfgang Ullmann, representante del grupo opositor Democracia Ahora, durante las negociaciones de la mesa redonda entre miembros del gobierno de la RDA y dirigentes opositores al régimen el 12 de febrero de 1990. La concepción de una agencia fiduciaria capaz de administrar el sector público de Alemania Oriental se debe al presidente del Consejo de Ministros de la RDA, Hans Modrow, aunque más bien con un enfoque en la propiedad comunitaria en vez de en la privatización. 
Tras el triunfo de la Unión Demócrata Cristiana en las elecciones del 18 de marzo de 1990 y la posterior elección de Lothar de Maizière como presidente del Consejo de Ministros de la RDA el 12 de abril, se pudo acordar la incorporación de la economía planificada de la RDA en la economía de mercado de Alemania Occidental (RFA) en virtud del Tratado sobre la Unión Monetaria, Económica y Social del 18 de mayo. La Volkskammer, mediante la aprobación de la Treuhandsgesetz o «Ley de fideicomiso», creó el marco legal de esta institución el 17 de junio, ratificándose luego tras su inclusión en el artículo 25 del Tratado de Unificación.
Ya en julio de 1990, la THA administraba empresas públicas, Kombinate (consorcios industriales), 2,4 millones de hectáreas de terreno cultivable y bosques, y propiedades pertenecientes a la Stasi y al Ejército de la RDA. Hacia finales de 1994, apenas cuatro años después de su puesta en marcha, esta agencia había privatizado 15.102 empresas y Kombinate, de las cuales 3718 fueron clausuradas, 4358 fueron adquiridas por empresarios de la RDA o por sus antiguos dueños –muchas de las empresas públicas en Alemania Oriental habían sido expropiadas por el Estado después de la Segunda Guerra Mundial– y 7853 habían sido privatizadas o municipalizadas –2700 de ellas fueron directamente adquiridas por sus directivos. 
La privatización o clausura de las empresas públicas en la RDA generaron un desempleo masivo en los Estados federados orientales de la Alemania reunificada. Para el 31 de diciembre de 1994 solo 1,5 millones de trabajadores permanecían en sus puestos de trabajo, de 4,1 millones en julio de 1990. Los más de dos millones de despidos fueron motivo de intensas protestas laborales. Los partidarios de las privatizaciones sostuvieron que de no haberlas realizado se habrían perdido aún más puestos de trabajo y se habría ralentizado la posterior recuperación económica. Sus críticos, sin embargo, sostuvieron que se realizaron despidos innecesarios, se produjo un grave despilfarro financiero y se clausuraron numerosas empresas que en principio eran rentables. El 1 de abril de 1991, el primer presidente de la institución, Detlev Karsten Rohwedder, fue asesinado a tiros por un francotirador que nunca fue identificado. Desde su creación hasta el 31 de diciembre de 1994, los contratos liquidados por esta agencia acumularon una deuda de 260 a 270 miles de millones de marcos alemanes.

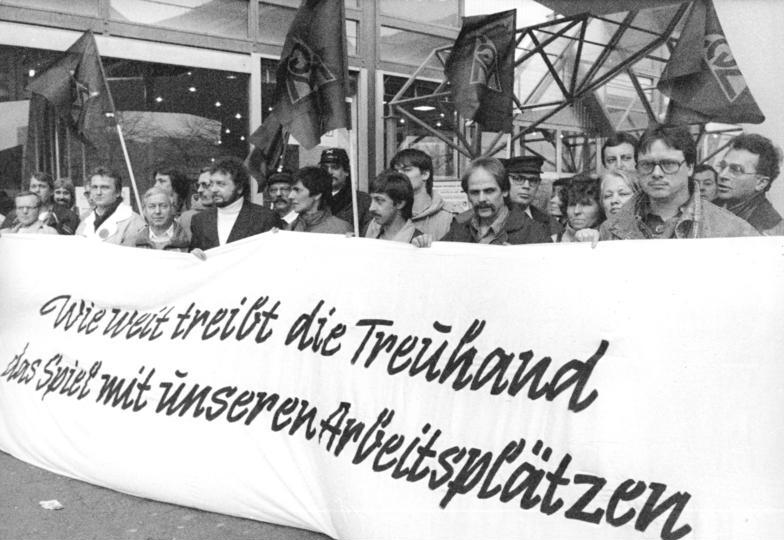
Trabajadores metalúrgicos del sindicato IG Metall protestando frente a la sede del Treuhandanstalt de Berlín en diciembre de 1990

### Disolución y sucesores
El 31 de diciembre de 1994, esta institución cesó sus operaciones. Las responsabilidades legales y la administración de las propiedades de la THA fueron delegadas a tres instituciones:
- La Bundesanstalt für vereinigungsbedingte Sonderaufgaben (conocida por las siglas BvS, traducible como Agencia federal de asuntos especiales derivados de la unificación) privatizó y administró las restantes empresas públicas de la antigua RDA hasta el año 2000.
- La Treuhandliegenschaftsgesellschaft (conocida por las siglas TlG, traducible como Sociedad de bienes raíces en fideicomiso) administró las propiedades estatales urbanas e industriales de bienes raíces.
- La Bodenverwertungs- und -verwaltungs GmbH  (conocida por las siglas BVVG, traducible como Sociedad de administración y explotación de fincas) es una subsidiaria de la THA fundada en 1992, la cual ha administrado desde entonces las propiedades agrícolas y bosques estatales, y sus inmuebles.

El proceso de privatización supuso el desmantelamiento del tejido industrial y productivo de la ex RDA, en un proceso en el que se generalizó que empresas occidentales adquirieran a competidoras suyas con el objetivo de liquidarlas, con ventas tras tasaciones inferiores a su valor real, etc. Así, la RDA pasó en pocos años de tener pleno empleo a una tasa del 30% de desocupados.[cita requerida]

## Documentales
- "Catastroika" (2012) de los creadores de Debtocracy, es proyecto de financiación colectiva con Licencias Creative Commons que analiza la privatización de los activos del estado en diferentes procesos históricos: República Democrática Alemana, ex-Unión Soviética, Gran Bretaña, Francia, Grecia, etc.